# Karol Krzysztof Podiebradowicz
Karol Krzysztof Podiebradowicz (ur. 22 maja 1545 r. w Oleśnicy, zm. 17 marca 1569 r. tamże) – książę ziębicki i oleśnicki w latach 1565–1569.
Karol Krzysztof był jedynym dzieckiem księcia Jana ziębicko-oleśnickiego i jego pierwszej żony Krystyny Szydłowieckiej. W 1558 r. wybrał się w podróż po Europie. Później przebywał na dworze cesarza Ferdynanda I, gdzie był także w momencie jego śmierci 25 lipca 1564 r. 5 sierpnia 1565 r., podczas pogrzebu cesarza, niósł wraz z innymi książętami jego trumnę do katedry św. Stefana. Wcześniej, 28 lutego 1565 r. odziedziczył po ojcu księstwo ziębickie i oleśnicką część księstwa oleśnickiego, materialne zobowiązania wobec macochy i znaczne długi. W odróżnieniu od ojca był bardzo poważny i starał się spłacić długi. 14 kwietnia 1565 r. witano go w Ząbkowicach jako nowego pana, a już w wielkim tygodniu zastawił księstwo ziębickie wraz z Ząbkowicami czterem braciom von Canitz. Była to krótkotrwała transakcja i już w 1566 r. zastawił Ząbkowice na trzy lata Kacprowi Senitzowi. Podczas zjazdu Rzeszy w Augsburgu w 1566 r. prowadzono rozmowy z księciem zachodniopomorskim Janem Fryderykiem w sprawie małżeństwa jego siostry Amelii z Karolem, księciem ziębickim. Kandydatem był najprawdopodobniej Karol Krzysztof lub, co mniej możliwe, książę oleśnicki Karol II Podiebradowicz, syn Henryka II. Amelia była córką Filipa I. Małżeństwo nie doszło do skutku. Amelia nigdy nie wyszła za mąż i zamieszkała w klasztorze.
Karol Krzysztof zaspokoił częściowo żądania macochy, a 13 listopada 1568 r. sprzedał bratankom swoją część księstwa oleśnickiego. Z początkiem 1569 r. zaczął pertraktacje o sprzedaży całego księstwa ziębickiego. Nie udały się rozmowy z braćmi von Canitz. W końcu księstwo miał nabyć za 180 000 guldenów Mateusz von Logau na Altendorf, skarbnik Królestwa Czeskiego. Stany uznały sumę za zbyt niską i w końcu księstwo kupił dla korony czeskiej cesarz Maksymilian II za 38 000 talarów (890 000 guldenów). Aby zebrać tę sumę cesarz sprzedał część dóbr kameralnych, m.in. Stolec Zygmuntowi von Burghaus za 12 500 talarów i Opolnicę z karczmą oraz Wilczą i Seifriedsberg Adamowi von Domanz za 24 500 talarów. 29 września 1570 r. cesarz wyraził zgodę, aby książęta oleśniccy i ich potomkowie w linii męskiej używali tytułu książąt ziębickich. Tych wydarzeń Karol Krzysztof już nie doczekał. Zapadł na anginę, zmarł w stanie bezżennym i został pochowany w książęcym grobowcu w kościele parafialnym w Oleśnicy. W 1579 r. obok głównego ołtarza stanęło jego epitafium, wykonane zapewne przez Hansa Gruytera, zwanego Fleiser, którego fundatorką była kuzynka księcia Barbara von Biberstein.